# Cmentarz żydowski w Jaśliskach
Cmentarz żydowski w Jaśliskach – cmentarz społeczności żydowskiej niegdyś zamieszkującej Jaśliska i okoliczne miejscowości. Jest położony w południowej części miejscowości przy drodze do Lipowca. Powstał w 1883. Został zniszczony w 1941 przez miejscowego sołtysa. Obecnie na jego terenie znajduje się gospodarstwo rolne. Nie jest wpisany do rejestru zabytków.

## Położenie
Cmentarz żydowski w Jaśliskach znajduje się w południowej części miejscowości, w odległości około 1 km od rynku, pomiędzy drogą wiodącą do Lipowca a potokiem Bełcza.
Pierwotnie miał kształt nieregularnego wielokąta zbliżonego do prostokąta. Powierzchnia według różnych źródeł wynosiła od 0,05 do 0,18 ha. Przed II wojną światową cmentarz był oddzielony od drogi głębokim rowem.
Nie wiadomo czy cmentarz był ogrodzony, ani gdzie znajdował się dom przedpogrzebowy.

## Historia
Cmentarz został założony w 1883.
Powstanie cmentarza wiąże się z rozwojem tutejszej społeczności żydowskiej. W 1848 wraz ze zniesieniem pańszczyzny utraciły moc prawną ograniczenia dotyczące osiedlania się Żydów w Jaśliskach pochodzące jeszcze z XVI wieku. Wcześniej Żydzi w niewielkiej liczbie osiedlali się w Jaśliskach tymczasowo lub nielegalnie i podlegali gminie wyznaniowej w Rymanowie. Gmina wyznaniowa powstała w Jaśliskach w ostatniej ćwierci XIX wieku. Przed założeniem cmentarza Żydzi z Jaślisk byli chowani na kirkucie w Dukli.
Nie wiadomo czy cmentarz od początku miał tę samą powierzchnię i kształt, czy też z upływem czasu dokupowano grunty.
Nie wiadomo, czy na kirkucie dokonywano pochówków żydowskich żołnierzy walczących w I wojnie światowej.
Cmentarz uległ niszczeniu w czasie II wojny światowej. Wywózka i zagłada miejscowych Żydów miała miejsce w 1942. W większości źródeł wskazuje się, iż cmentarz został zniszczony w 1941 przez miejscowego sołtysa, który kupił od Niemców macewy, które wykorzystał do budowy tamy na potoku Bełcza i wzniesienia tam młyna. W niektórych źródłach wskazuje się, iż zniszczenie cmentarza miało miejsce w 1943. Ponadto w niektórych źródłach obarcza się odpowiedzialnością za zniszczenie cmentarza Niemców.
Nie wiadomo kiedy dokonano ostatniego oficjalnego pochówku na cmentarzu.
W grudniu 1943 na cmentarzu rozstrzelano 5 osób. Ofiary egzekucji zostały przypuszczalnie pochowane na jej miejscu.

## Pochowani na cmentarzu
Wobec braku monografii cmentarza nie sposób wskazać, jakie znaczniejsze osoby zostały na nim pochowane.

## Cmentarz w kulturze
Jedna ze scen filmu Wino truskawkowe w reżyserii Dariusza Jabłońskiego na motywach kilku opowiadań Andrzeja Stasiuka ze zbioru pt. Opowieści galicyjskie rozgrywa się nad potokiem Bełcza w miejscu, w którym zbudowano młyńską tamę z macew zabranych z kirkutu.

## Współczesność
Po zakończeniu II wojny światowej wobec zagłady jaśliskiej społeczności żydowskiej teren cmentarza nie odzyskał swego pierwotnego charakteru. Na cmentarzu nie zachowały się jakiekolwiek nagrobki. Brak jest jakiegokolwiek znaku wskazującego na przedwojenne przeznaczenie tego terenu.
W 1965 na jego terenie wzniesiono zabudowania gospodarcze. W drugiej dekadzie XXI wieku na terenie kirkutu funkcjonuje gospodarstwo rolne.
W latach 2005–2006 wolontariusze i członkowie Stowarzyszenia Magurycz zajmującego się renowacją zabytkowych cmentarzy odzyskali z potoku Bełcza macewy umieszczone tam w czasie wojny. Zostały one złożone w magazynie komunalnym w Posadzie Jaśliskiej. Prace te były częściowo współfinansowane przez gminę Dukla. W  lipcu i sierpniu 2022 roku macewy przetransportowano na cmentarz żydowski w Jaśliskach, gdzie zostały zamontowane. 